# Papyrussammlung des Klosters Montserrat
Die Papyrussammlung des Klosters Montserrat ist eine Sammlung von über 1700 Fragmenten von Papyri und Pergamenthandschriften vom 3. bis 10. Jahrhundert meist in griechischer, aber auch in koptischer, demotischer, arabischer und lateinischer Sprache. Sie befindet sich im Scriptorium Biblicum et Orientale des Klosters Montserrat bei Barcelona.
1928 brachte der biblische Theologe Pater Bonaventura Ubach 200 Papyrusfragmente aus Ägypten und begründete im Kloster die erste private Papyrussammlung in Spanien.
1998 brachte der Theologe Pater Ramón Roca-Puig seine umfangreiche Sammlung Collecció Sant-Lluca Evangelista mit über 1500 Fragmenten in das Kloster. Diese enthält einige wichtige neu- und alttestamentliche Papyri aus dem 3. und 4. Jahrhundert. Nach seinem Tod 2001 wurde diese dem Bestand des Scriptorium übereignet als Papyri Montserratenses-Roca (P. Monts. Roca).
Handschriften

(ältere Signaturen vorher P. Barc. inv. und P. Monts. II)
- P. Monts. Roca 1, um 200, Matthäusevangelium, {\displaystyle {\mathfrak {P}}}67
- P. Monts. Roca 46, 47, Altes Testament, {\displaystyle {\mathfrak {P}}}967
- P. Monts. Roca 83, 3. oder 5./6. Jhd., Johannesevangelium, {\displaystyle {\mathfrak {P}}}83